# Höejektor

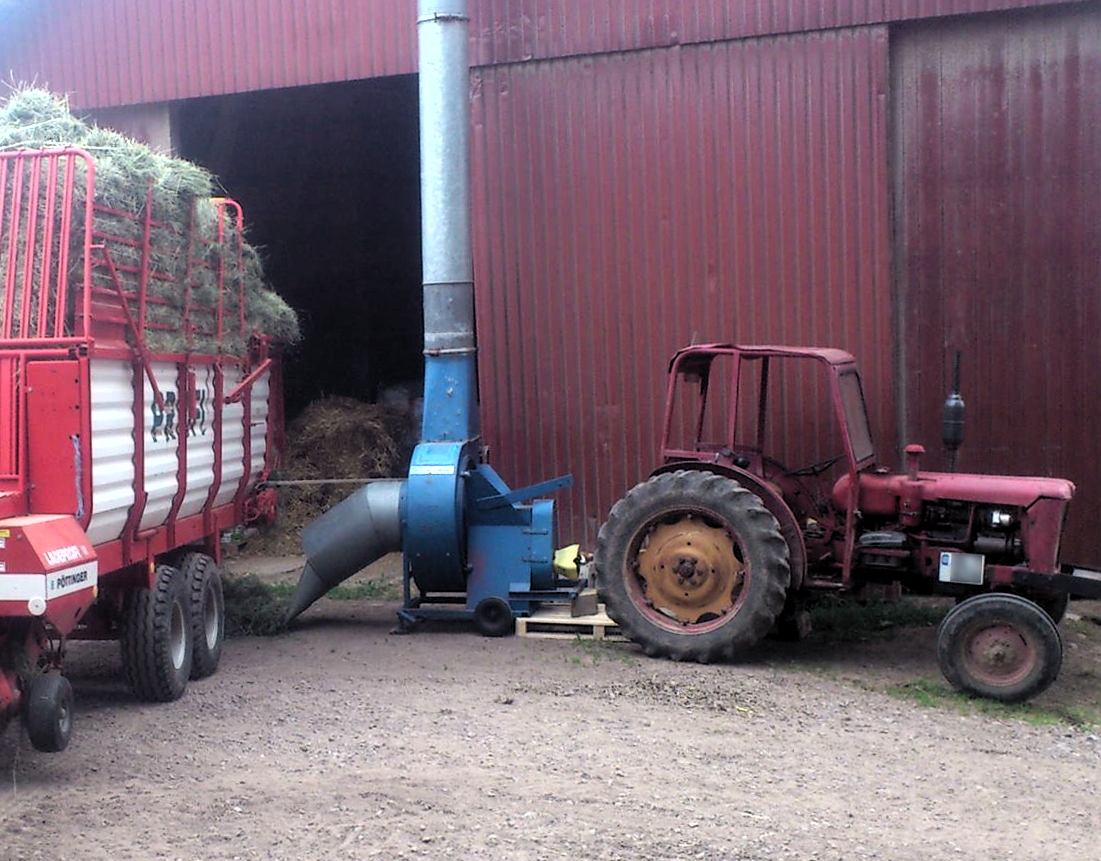
Den här hökanonen drivs via kraftuttaget på en traktor. De kopplade rören är riktade rakt uppåt, mot "rännet"/höskullen.

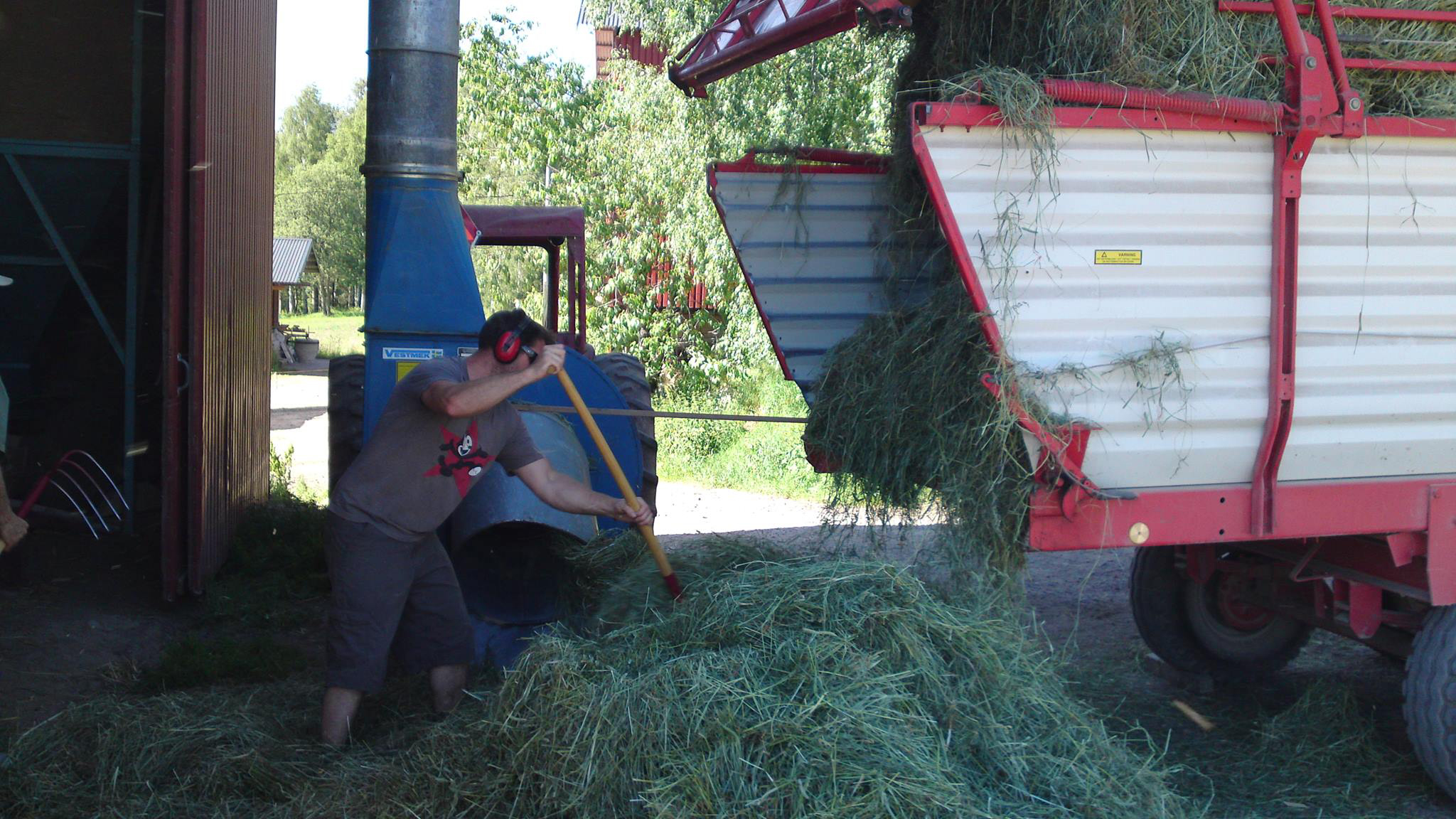
Vid matningen av hökanonen med hö används i regel högafflar.

En (hö)ejektor, även kallad (hö)injektor, är en lantbruksmaskin för transport av löst hö. Ejektorn används i samband med höskörden och transporterar höet från marken upp till höskullen. Ejektorer har även marknadsförts för transport av halm, kärvar och tröskad säd.
En hökanon är en snarlik maskin men med annan funktionsprincip.

## Funktion
Såväl höejektorn som hökanonen innehåller en roterande fläkt som genererar en kraftig luftström, vilken riktas mot tillkopplade metallrör som sätts samman i en bana upp till höskullen. Höet kastas – i lagoma portioner – genom ett inkast in i loppet, som genom undertrycket lätt drar med sig det inkastade höet och för det vidare uppåt.
Om mängden inkastat hö är för stort kan det blir stopp i loppet. Då kan man behöva stänga locket för inkastet, vilket genererar extra kraft och förhoppningsvis löser stoppet. Om inte, får maskinen stängas av och stoppet rensas manuellt.
Höejektorn har en tratt mellan fläkten och rörsystemet och höet kommer inte i direkt kontakt med fläkten, vilket ger mindre risk för mekaniska skador på höet. Fläkten drivs via remdrift av extern elmotor eller traktor med remskiva.
Hökanonen saknar tratt (se färgbilder) och höet sugs genom fläktvingarna. Fläkten drivs med integrerad elmotor eller via kraftuttaget på traktor.

## Historik
Höejektorn var under 1900-talet en vanlig lantbruksmaskin, så länge man i första hand skördade höet löst. Genom övergången till att pressa höet i balar har ejektorn blivit mindre vanlig.
Under 1900-talet utvecklades även andra sorters system för transport av hö till höskullen. För löspressade balar har ofta transportband använts. 1949 presenterades i USA en hay cannon, en "hökanon" som kastade balar genom luften upp mot skullen utan behov vare sig transportband eller rörsystem.

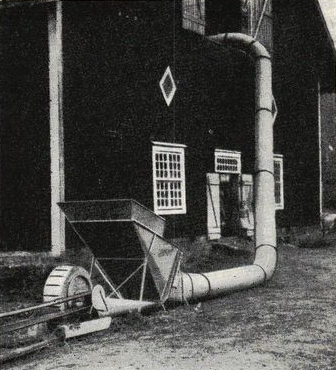
Ejektorsystem med tratt och en fläkt kopplad till en elmotor via drivrem. Från Svenskt lantbrukslexikon, 1941.

Kvänums fläktfabrik var en av de stora svenska producenterna av höejektorer. I vissa branschlistningar (bland annat 1941 i Svenskt lantbrukslexikon och 1947 i Svensk industrikalender) kallades ejektorn för injektor (efter latinets injector, 'inkastare', in på höskullen). I dagligt tal kunde maskinen ofta kallas jektor ('kastare').

## Höfläkt
Apparaten kallas ibland oegentligt för höfläkt. Detta är dock oftast beteckningen för en fast monterad fläkt som eftertorkar höet uppe på höskullen. Detta görs ofta en eller ett par veckor efter att höet tagits upp på skullen.

## Källhänvisningar
1. 1 2  Bohusläns museum (2003): Bohuslänska gårdar, s.52, s. 92. Arkiverad 24 januari 2015 hämtat från the Wayback Machine. Lansstyrelsen.se. Läst 22 januari 2015.
2. 1 2 3 4  Svenskt lantbrukslexikon, 1941, s. 427. Esselte. Läst 29 januari 2015.
3. 1 2  Svensk industrikalender, 1947, s. 145. Sveriges Industriförbund. Läst 29 januari 2015.
4. ↑  "TKS hökanon". Abllm.se. Läst 22 januari 2015.
5. ↑  "Hay Cannon Shoots Bales Into Storage". Chicagotribune.com, 1949-12-21. Läst 23 januari 2015. (engelska)
6. ↑  ATL (2003-04-03): "Förbjuds använda höfläkt". Arkiverad 23 januari 2015 hämtat från the Wayback Machine. Atl.nu. Läst 23 januari 2015.